# Urophyllum talangense
Urophyllum talangense är en måreväxtart som beskrevs av William Grant Craib. Urophyllum talangense ingår i släktet Urophyllum och familjen måreväxter.
Artens utbredningsområde är Thailand. Inga underarter finns listade i Catalogue of Life.